# Bernardo Cruz
Bernardo Víctor Cruz Torres (Córdoba, España, 17 de julio de 1993), más conocido como Bernardo Cruz, es un futbolista español que juega en las filas del C. D. Lugo de la Primera Federación. Es hermano menor del futbolista de la Cultural y Deportiva Leonesa, Francisco Cruz Torres.

## Trayectoria
Jugador de las categorías inferiores del Córdoba Club de Fútbol, debutó en la categoría juvenil de dicho club en 2010, hasta 2012 estuvo alternándolas con el filial. El 7 de septiembre de 2011, sin ni siquiera formar parte de la plantilla del Córdoba Club de Fútbol "B", debutó con el primer equipo en un partido de Copa del Rey que enfrentaba a la entidad cordobesa contra el Real Murcia Club de Fútbol sustituyendo en el minuto 68 de partido a Jaime Astrain Aguado.
A partir de la temporada 2012-13 fue firmado con ficha del Córdoba Club de Fútbol "B", y desde entonces apareció en algunas ocasiones con el primer equipo, debutando en Segunda División contra el C. D. Numancia el 14 de septiembre de 2013. Anotó dos goles anotados con el primer equipo, en un amistoso frente al Sevilla Fútbol Club, y otro en la tanda de penaltis que acabó perdiendo el club blanquiverde frente al Real Club Deportivo de La Coruña en partido de Copa del Rey el 11 de septiembre de ese mismo año. En dicha temporada consiguió con el Córdoba Club de Fútbol "B" el ascenso a la Segunda División B.
El 30 de diciembre de 2013 jugó para la Selección Este capitaneada por Adriano Correia un partido amistoso en el Estadio Santiago Bernabéu.
Disputó la temporada 2018-19 la cifra de 12 partidos de Liga, ocho con el C. D. Lugo y cuatro con el Granada C. F., y 3 de Copa. El 2 de septiembre de 2019 llegó cedido desde el Granda C. F. a la A. D. Alcorcón por una temporada. En enero de 2020 se canceló la cesión y se marchó hasta final de temporada al C. D. Numancia. El 26 de agosto de 2020 rescindió su contrato y firmó tres años con el Córdoba C. F.
En la campaña 2021-22 consiguió ascender a la Primera División RFEF. Tras ese éxito puso fin a su segunda etapa en el club, iniciando una nueva en el Real Club Recreativo de Huelva el 30 de agosto. Esta duró una temporada y en junio de 2023 regresó al C. D. Lugo.

## Selección española
Representando a su país, Berni ha jugado con la selección de fútbol sub-17 de España y selección de fútbol sub-19 de España.

## Clubes
| Club                           | País   | Año             |
| ------------------------------ | ------ | --------------- |
| Córdoba C. F. "B"              | España | 2012-2014       |
| Córdoba C. F.                  | España | 2014            |
| Real Racing Club de Santander  | España | 2014-2015       |
| Sevilla Atlético Club          | España | 2015-2017       |
| C. D. Lugo                     | España | 2017-2019       |
| Granada C. F.                  | España | 2019-2020       |
| A. D. Alcorcón (cedido)        | España | 2019-2020       |
| C. D. Numancia (cedido)        | España | 2020            |
| Córdoba C. F.                  | España | 2020-2022       |
| Real Club Recreativo de Huelva | España | 2022-2023       |
| C. D. Lugo                     | España | 2023-actualidad |